# Micah Christenson
Micah Makanamaikalani Christenson (* 8. Mai 1993 in Honolulu, Hawaii) ist ein US-amerikanischer Volleyballspieler. Er spielt auf der Position Zuspiel. Seit 2021 spielt er bei VK Zenit-Kasan in Russland.

## Erfolge Verein
Champions League:
- 2018
- 2016, 2017

Italienischer Pokal:
- 2017

Italien Meisterschaft:
- 2017
- 2018

Klub-Weltmeisterschaft:
- 2017

Italienischer Superpokal:
- 2018

## Erfolge Nationalmannschaft
NORCECA-Meisterschaft U19:
- 2010

NORCECA-Meisterschaft U21:
- 2010, 2012

NORCECA-Meisterschaft:
- 2013, 2017

Weltliga:
- 2014
- 2015

World Cup:
- 2015
- 2019

Olympische Spiele:
- 2016
- 2024

Nations League:
- 2019
- 2022
- 2023
- 2018

Weltmeisterschaft:
- 2018[2]

## Einzelauszeichnungen
- 2010: Bester Zuspiel NORCECA-Meisterschaft U21
- 2012: Bester Zuspiel NORCECA-Meisterschaft U21
- 2013: Bester Zuspiel und Aufschläger NORCECA-Meisterschaft
- 2015: Bester Zuspiel World Cup
- 2017: MVP NORCECA-Meisterschaft
- 2018: Bester Zuspiel Weltmeisterschaft
- 2018: MVP Italienischer Superpokal
- 2019: Bester Zuspiel Nations League
- 2019: Bester Zuspiel World Cup